# Demografia da Antártida

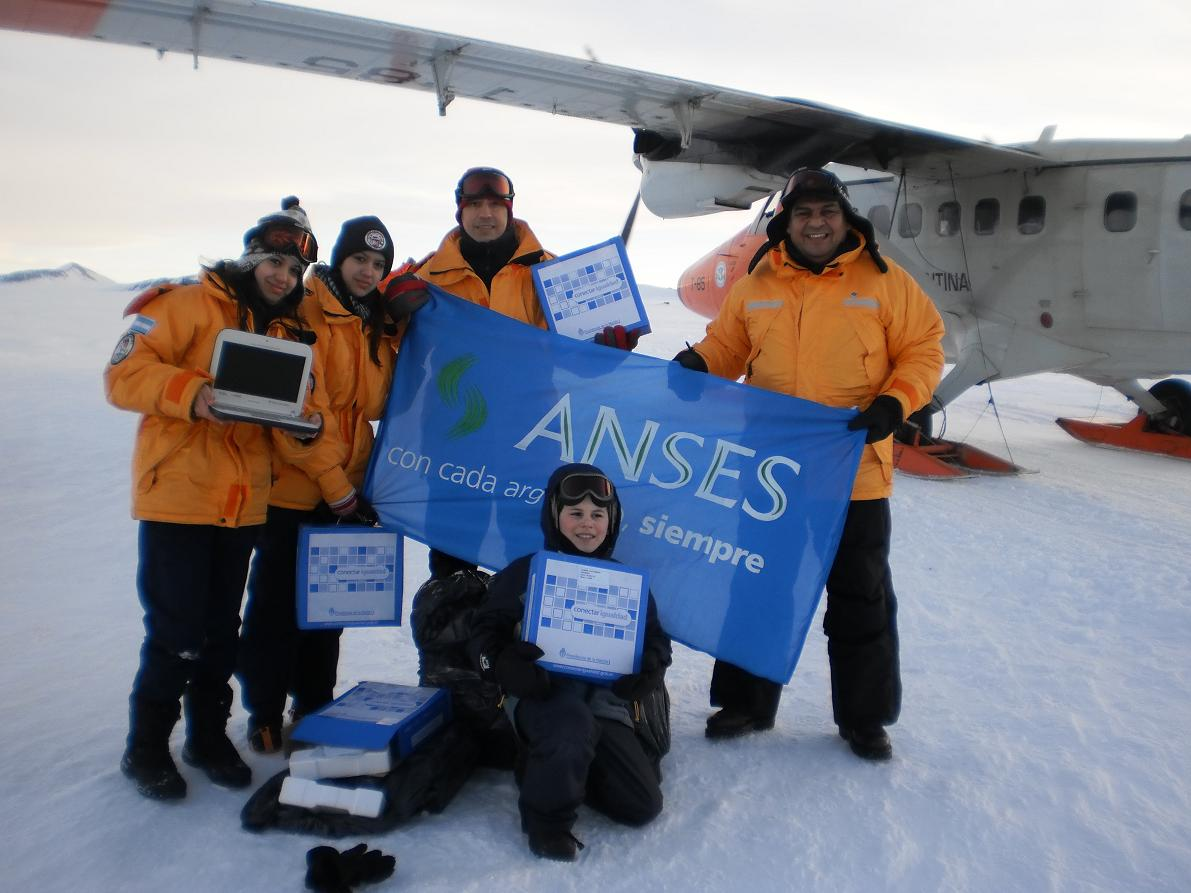
pesquisadores na Antártica em 2011

A Antártica não tem habitantes indígenas, mas há equipes de pesquisa permanentes e sazonais e antigas instalações de caça às baleias. A maior estação, McMurdo Station, tem uma população (no verão) de cerca de 1200 residentes. Aproximadamente 29 nações, todas signatárias do Tratado da Antártida, enviam pessoal para efetuar pesquisas sazonais (verão) e durante o ano inteiro no continente e nas suas águas próximas. A população de indivíduos que executam e apoiam pesquisas científicas no continente e suas ilhas circundantes a 60 graus sul de latitude (a região abrangida pelo Tratado da Antártida) varia entre aproximadamente 4000 no Verão e 1000 no Inverno, havendo ainda cerca de 1000 pessoas, incluindo tripulações de navios e cientistas trabalhando a bordo, presentes nas águas da região cobertas pelo Tratado.

## Nascimentos
Pelo menos, dez crianças nasceram no Oeste da Antártida. A primeira foi Emilio Palma, nascido a 7 de Janeiro de 1978 de pais argentinos na Base Esperanza em Hope Bay, perto da ponta da Península Antártida. Em 1984, Juan Pablo Camacho nasceu na Base Presidente Eduardo Frei Montalva, tornando-se a primeira criança chilena a nascer na Antártida. Pouco depois, uma criança chamada Gisella nasceu na mesma estação. Em 2001, a National Geographic, noticiou que, só em Esperanza, oito crianças haviam nascido. Em 2009, mais onze crianças nasceram na Antarctica (ao sul do paralelo 60): oito em Base Esperanza e mais três em Base Presidente Eduardo Frei Montalva.

## População por país
| Nação          | Verão (janeiro) - População total 3,687 (1998-9) | Inverno (julho) - População total 964 (1998-9) | Ano todo - Total: 42 (1998-9) | Só no Verão - Total: 32 (1998-9) |
| -------------- | ------------------------------------------------ | ---------------------------------------------- | ----------------------------- | -------------------------------- |
| Argentina      | 302                                              | 165                                            | 6                             | 7                                |
| Austrália      | 201                                              | 75                                             | 4                             | 4                                |
| Bélgica        | 13                                               | -                                              | -                             | -                                |
| Brasil         | 80                                               | 12                                             | 1                             | -                                |
| Bulgária       | 16                                               | -                                              | -                             | 1                                |
| Chile          | 352                                              | 129                                            | 4                             | 7                                |
| China          | 70                                               | 33                                             | 2                             | -                                |
| Finlândia      | 11                                               | -                                              | 1                             | -                                |
| França         | 100                                              | 33                                             | 1                             | -                                |
| Alemanha       | 51                                               | 9                                              | 1                             | 1                                |
| Índia          | 60                                               | 25                                             | 1                             | 1                                |
| Itália         | 106                                              | -                                              | 1                             | -                                |
| Japão          | 136                                              | 40                                             | 1                             | 3                                |
| Coreia do Sul  | 14                                               | 14                                             | 1                             | -                                |
| Holanda        | 10                                               | -                                              | -                             | -                                |
| Nova Zelândia  | 60                                               | 10                                             | 1                             | 1                                |
| Noruega        | 40                                               | -                                              | 1                             | -                                |
| Peru           | 28                                               | -                                              | -                             | 1                                |
| Polónia        | 70                                               | 20                                             | 1                             | -                                |
| Roménia        | 20                                               | 11                                             | -                             | -                                |
| Rússia         | 254                                              | 102                                            | 6                             | 3                                |
| África do Sul  | 80                                               | 10                                             | 1                             | -                                |
| Espanha        | 43                                               | -                                              | 1                             | -                                |
| Suécia         | 20                                               | -                                              | -                             | 2                                |
| Ucrânia        |                                                  |                                                | 1                             | -                                |
| Reino Unido    | 192                                              | 39                                             | 2                             | 5                                |
| Estados Unidos | 1,378                                            | 248                                            | 3                             | -                                |
| Uruguai        |                                                  |                                                | 1                             | -                                |

Ainda, durante o Verão Austral algumas nações ocupam numerosos locais, tais como acampamentos, instalações temporárias de Verão e travessias móveis de apoio a pesquisas (estimativas de julho do ano 2000).